# Litzy
Litzy, właściwie Litzy Vannya Rodriguez Balderas (ur. 27 października 1982 w Meksyku) – meksykańska aktorka i piosenkarka. Karierę piosenkarki rozpoczęła w 1995 roku, dołączając do grupy muzycznej Jeans. Dwa lata później opuściła zespół i postawiła na drogę aktorską i solową.

## Filmografia
- 2011-2012: Pokojówka na Manhattanie (Una Maid En Manhattan) jako Marisa Luján
- 2005: Po prostu miłość (Amarte Así) jako Margarita
- 2002: Daniela jako Daniela Gamboa
- 2000: Mała księżniczka (Carita de ángel) jako Singer at the Church
- 1999: DKDA: Sueños de juventud jako Laura Martinez